# Irani Papel e Embalagem
Irani Papel e Embalagem S.A. é uma empresa brasileira do setor de papel, embalagem e resinas, com sede em Porto Alegre, Rio Grande do Sul. Fundada em 1941 por Alfredo Fredizzi, a Irani é uma das maiores produtoras de papel para embalagens e papelão ondulado do Brasil, com unidades fabris em diversos estados, como Santa Catarina, Rio Grande do Sul, São Paulo e Minas Gerais.
A empresa atua em todo o território nacional, fornecendo papel e embalagens para diversos setores da economia, como alimentos, bebidas, higiene, limpeza e varejo.

## História
No começo da década de 1940, uma expedição comandada por Alfredo Fedrizzi desbravou Santa Catarina e Paraná atrás de terras com abundância de pinheirais para construir uma fábrica de papel.
A busca teve fim quando a comitiva criou raízes no Vale do Rio do Peixe. Assim, a Irani Papel e Embalagem foi fundada em 6 de junho de 1941, em Campina da Anta (mais tarde denominada Campina da Alegria), pertencente hoje ao município de Vargem Bonita. Situada junto ao km 47 da BR 153, a unidade hoje é a célula produtora de papeis e embalagens da companhia. Mas as primeiras máquinas da fábrica chegaram apenas em 1942. Com a dificuldade de aquisição de matéria prima, os primeiros produtos foram de reciclados, como papeis velhos e pasta mecânica.
Em 1944, a empresa iniciou suas atividades com a pequena fábrica de papel, utilizando matéria-prima local. Em 1946, passou a usar árvores reflorestadas para fabricar suas embalagens. Para assegurar o pleno abastecimento de energia, em 1949, foi inaugurada uma barragem no Salto Flor do Mato, com capacidade de 3 mil quilowatts, suficiente para atender à demanda de toda a fábrica à época. A usina ganhou o nome de Flor de Maria, homenagem à esposa de Alfredo Fedrizzi.
No início da década de 1960, investiu em uma barragem na região para fornecimento de energia e iniciou o próprio viveiro com mudas de sementes de pinus importadas da Geórgia, nos Estados Unidos.
Em 1994, passou a ser controlada pelo Grupo Habitasul. Com o novo controle acionário, foram feitas expansões e, em 1997, a Orprin Fábrica de papelão, de Santana do Parnaíba (SP), foi adquirida, marcando o ingresso da Irani no segmento de papelão. Então, realizou-se a inauguração da Fábrica de Embalagens em papelão de Vargem Bonita (SC). Em 1999, incorporou-se a Unidade Fabril Móveis, de Rio Negrinho (SC, destinada a atender os mercados dos Estados Unidos e da Europa).
No começo da década de 2010, a Irani alcançou a terceira posição no mercado de papelão no Brasil com a aquisição da São Roberto, com fábricas em São Paulo e Minas Gerais.
Atualmente, tem produção integrada às florestas próprias e utiliza energia autogerada. Conta com unidades produtivas em Vargem Bonita (SC),  Indaiatuba (SP), Santa Luzia (MG) e Balneário Pinhal (RS), além de responder pela gestão de florestas em Santa Catarina e Rio Grande do Sul. Com escritórios em Porto Alegre (RS) e Joaçaba (SC), tem mais de 2,3 mil colaboradores.

Em dezembro de 2020, a Irani Papel e Embalagem, listada na Bolsa de Valores desde 1977, concluiu a migração para o Novo Mercado da B3, tornando-se a primeira do segmento de papel e embalagem a fazer parte desse grupo de empresas que possuem um nível elevado de governança corporativa da bolsa brasileira.